# Kinagolid
A kinagolid (INN: quinagolide) az anyatej mennyiségének orvosi okból történő csökkentésére, bizonyos típusú meddőségek kezelésére, mellpanaszok és menstruációs rendellenességek ellen adott gyógyszer.
A tejkiválasztás csökkentését indokolhatja: tejcsorgás(en), a menstruáció kimaradása (oligomenorrhoea(en), amenorrhoea(en)), meddőség és csökkent libidó. Hosszú távon a megnövekedett tejkiválasztás a csontritkulás veszélyével jár.
A túlzott tejkiválasztás leggyakoribb oka az agyalapi mirigy (pl. az agyalapi mirigy jóindulatú daganata miatti) hibás működése , mely férfiakban is kiválthatja a tejkiválasztást. A tünetek férfiakban: merevedési zavarok, csökkent spermiumszám az ondóban, csökkent nemi vágy. A kinagolid ilyen esetekben is hatásosnak bizonyult.
A túlzott tejkiválasztásnak más okai is lehetnek: bizonyos gyógyszerek, vagy a terhesség alatti stressz.

## Hatásmód
A prolaktin nevű hormon előállítását gátolja. Szelektív dopamin D2-receptor(en) agonista, de az agyalapi mirigy más hormonjaira nincs hatással.
A kinagolid vagy más D2-agonista az agyalapi mirigy felületén levő laktrotróf receptorokhoz kötődik, és csökkenti az adenilil cikláz(en) enzim sejten belüli aktivitását, amely a cAMP előállításához szükséges. A cAMP hiánya gátolja a tejkiválasztást.
A kinagolid – ellentétben a korábban alkalmazott bromokriptinnel – csak a D2 adrenerg receptorra(en) hat, ezért jóval kevesebb a mellékhatása. További előnye a bromokriptinnel szemben, hogy elég naponta egyszer szedni, mert a felezési ideje 22 óra, valamint az, hogy nem okoz rezisztenciát.

## Sztereokémia
Racemát formában alkalmazzák, a klinikai hatásért elsősorban a (−) enantiomer felelős.
| Enantiomerek          | Enantiomerek          |
| --------------------- | --------------------- |
| CAS-szám: 140630-79-1 | CAS-szám: 140630-80-4 |

## Mellékhatások, ellenjavallatok
A kinagolid ellenjavallt terhesség alatt megfelelő tapasztalatok híján, bár az állatkísérletek nem mutattak magzatot károsító hatást. A hormonális (tablettás) fogamzásgátlók nem megfelelőek a kinagoliddal együtt szedve. Ugyancsak ellenjavallt a kinagolid vese- és májkárosodás esetén, mivel itt sincs megfelelő klinikai tapasztalat.
Ugyancsak ellenjavallt a kinagolid szoptatás esetén. Egyrészt nem ismert, hogy kiválasztódik-e az anyatejbe, másrészt a tejkiválasztás csökkenése rendszerint lehetetlenné teszi a szoptatást.
Vérnyomáscsökkenést, szédülést okozhat, különösen fekvő vagy ülő helyzetből történő felálláskor.
Fáradtságot, álmosságot okozhat, különösen alkoholfogyasztás mellett. Az alkohol és a dopamin-antagonista gyógyszerek rontják a kinagolid hatásosságát.
Egyes betegeknél hirtelen elalvást okoz minden előjel és fáradtság nélkül, ami a járművezetést veszélyessé teszi. Ilyen esetben a gyógyszert felíró orvoshoz kell fordulni. Más esetekben alvászavar léphet fel.
Étvágytalanságot, hányingert, hasfájást, hasmenést, másoknál székrekedést okozhat, ezért kerülni kell a fűszeres ételeket, különösen a kezelés elején, és megfelelő mennyiségű folyadékot kell fogyasztani. Székrekedés ellen a rostos ételek segítenek.
Megnövekedett szexuális vágyat és fokozott kockázatvállalást okozhat. Erősíti az impulzív személyiségzavar(en) tüneteit.

## Adagolás
Szájon át, este, étkezés után. A kinagolid adagját fokozatosan kell növelni a mellékhatások csökkentése érdekében. A hatás két óra múlva kezdődik, 4–6 óra múlva éri el a maximumát, és kb. 24 órán át tart.
A kezdő adag az első három napban 25 μg, a második három napban 50 μg. Az első hét utáni ajánlott adag napi 75 μg. Ezután szükség esetén 4-hetenként növelhető az adag 75 vagy 150 μg-os lépésekben. 300 μg-nál nagyobb napi mennyiségre a betegek kevesebb mint ⅓-ának van szüksége.

## Készítmények
A nemzetközi gyógyszerkereskedelemben:
- Norprolac
- Prodelion

Magyarországon:
- NORPROLAC 25 mikrogramm tabletta és 50 mikrogramm tabletta
- NORPROLAC 75 mikrogramm tabletta
- NORPROLAC 150 mikrogramm tabletta

## Fizikai/kémiai tulajdonságok
Szürkéssárga színű szilárd anyag.
LD50-értéke egyszeri, szájon át beadott adag után: egér  357–500 mg/tskg, patkány >500 mg/tskg; nyúl  >150 mg/tskg.
Patkányokban a kinagolid hosszú idejű szedése a koleszterinszint csökkenését okozta, ami arra utal, hogy befolyással van a zsírlebontásra. Ezt más dopaminerg szereknél is megfigyelték.